# تامپوپو
تامپوپو (انگلیسی: Tampopo) به معنای «قاصدک» فیلمی در ژانر کمدی به کارگردانی جوزو ایتامی است که در سال ۱۹۸۵ منتشر شد.

## بازیگران
- کن واتانابه
- کوجی یاکوشو
- تسوتومو کامازاکی
- نوبوکو میاموتو
- ماریکو اوکادا
- یوشی کاتو
- هیدجی اوتاکی
- اوتومو ریوتارو